# Закари Тейлор (кладбище, Кентукки)
«Закари Тейлор» (англ. Zachary Taylor National Cemetery) — национальное кладбище на северо-востоке Луисвилля. Кладбище, составляющее территорию 6,5 гектар, закрыто для новых захоронений.
После своего официального открытия, на кладбище производились погребения ветеранов пяти войн: Испано-американской, Первой (сержант Вилли Сэндлин) и Второй мировых (сержант Джон Сквайрс), Корейской, во Вьетнаме и в Персидском заливе. Производились и производятся до настоящего времени только захоронения их родственников.
3 ноября 1983 года кладбище было внесено в Национальный реестр исторических мест США. В настоящее время на его территории 13 486 захоронений. Это одно из семи национальных кладбищ в Кентукки, и одно из 112 на территории США. Кладбище находится в юрисдикции Министерства по делам ветеранов. В день рождения Закари Тейлора — 24 ноября — происходит торжественное возложение цветов.

## Похороненные
На его территории был похоронен 12-й президент США Закари Тейлор вместе со своей женой Маргарет Тейлор. На кладбище также похоронен его отец, Ричард Тейлор.

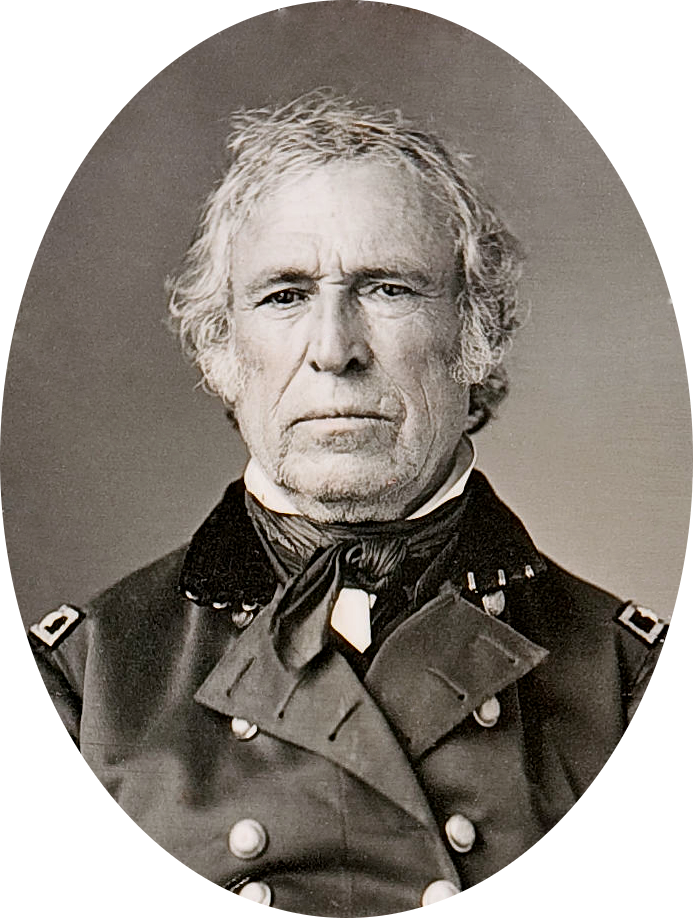
Закари Тейлор. 1843—1845
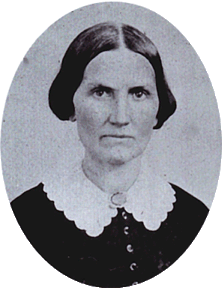
Маргарет Тейлор. 1845
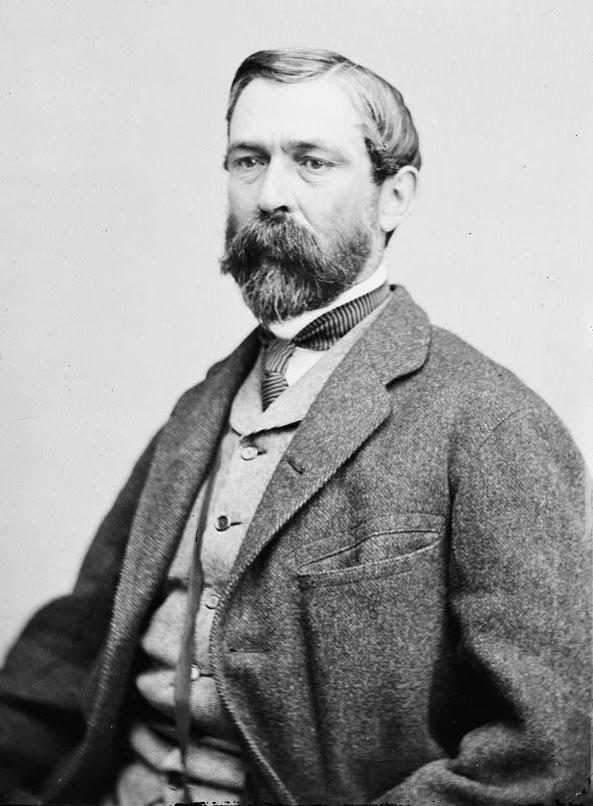
Ричард Тейлор. 1860-70-е
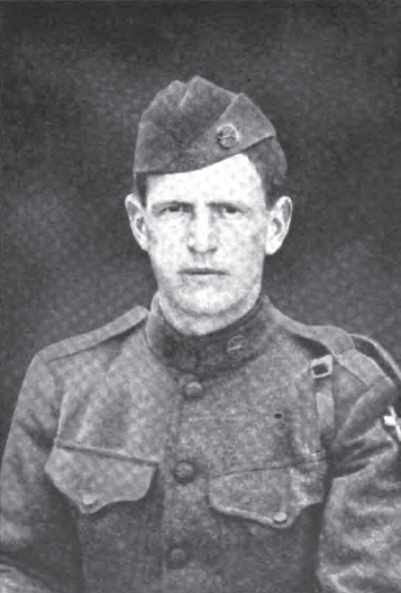
Вилли Сэндлин. 1921
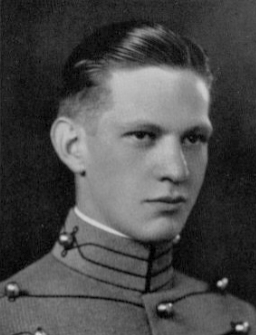
Роско Уилсон. 1928.